# Quintiães
Quintiães ist ein Ort und eine ehemalige Gemeinde (Freguesia) im nordportugiesischen Kreis Barcelos.

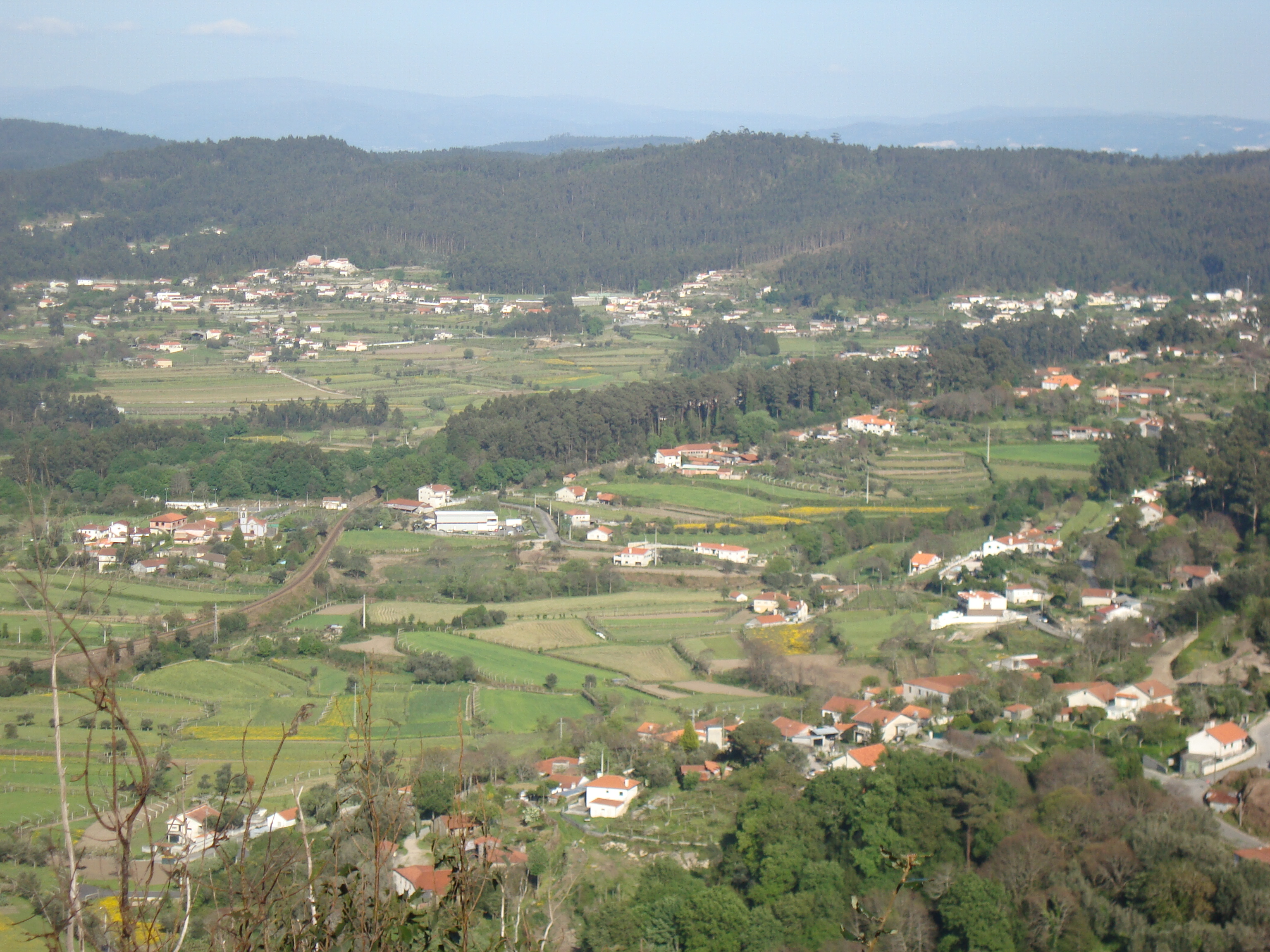
Panorama von Quintiães

 Die Gemeinde hatte 644 Einwohner (Stand 30. Juni 2011).
Im Zuge der Gebietsreform am 29. September 2013 wurden die Gemeinden Quintiães und Aguiar zur neuen Gemeinde União das Freguesias de Quintiães e Aguiar zusammengefasst. Quintiães ist Sitz dieser neu gebildeten Gemeinde.